# ГУЛАГ (фильм)
«ГУЛАГ» (англ. Gulag) — телефильм 1985 года, снятый Роджером Янгом.

## Сюжет
Телевизионный журналист и бывший атлет Микки Алмон находится в Москве на мировом атлетическом турнире. Один советский учёный просит его тайно вывезти из страны некоторую информацию, после чего Алмона арестовывает КГБ. Его заключают под стражу и допрашивают несколько дней. Следователь Буковский принуждает его сделать признание в шпионской деятельности на США. Хотя Алмону и обещали свободу за это признание, его перевозят на железнодорожную станцию и отправляют вместе с другими политическими заключёнными в трудовой лагерь недалеко от Полярного круга.
После прибытия в лагерь, Алмон встречает иностранного заключённого — саркастически настроенного англичанина, который преподает ему непростую науку выживания в жесточайших условиях советской системы лагерей ГУЛАГа. В итоге, Алмон и британец решают вместе бежать в Норвегию.

## В ролях
- Дэвид Кит — Микки Алмон
- Малкольм Макдауэлл — Кеннет «Англичанин» Баррингтон
- Джон МакИнери — Дичек
- Нэнси Пол — Сьюзэн Алмон
- Джордж Правда — Буковский
- Брайан Петтифер — Власов
- Дэвид Суше — Матвей